# Aleksandra Stanaćev
Aleksandra Stanaćev (serb. Александра Станаћев; ur. 25 września 1994 w Kikindze) – serbska koszykarka występująca na pozycji rozgrywającej, od 2024 zawodniczka Polski Cukier AZS UMCS Lublin.

## Osiągnięcia
Stan na 21 marca 2025, na podstawie, o ile nie zaznaczono inaczej.

### Drużynowe
- Mistrzyni Polski (2023)
- Wicemistrzyni:
  - Ligi Adriatyckiej (2014)
  - Serbii (2014)
  - Polski (2022)
- Finalistka Pucharu Polski (2025)[2]
- Uczestniczka rozgrywek Eurocup (2020–2024)

### Indywidualne
(* – nagrody przyznane przez portal eurobasket.com)
- MVP kolejki EBLK (19 – 2021/2022)[3]
- Zaliczona do:
  - I składu kolejki EBLK (1, 18 – 2022/2023)[4]
  - składu honorable mention ligi*:
    - hiszpańskiej (2018, 2020, 2021)[5][6][7]
    - serbskiej (2013)*[8]
- Liderka w asystach ligi:
  - adriatyckiej (2014)
  - serbskiej (2013 – 7,3, 2014 – 7,5)[8][9]

### Reprezentacja
Seniorska
- Brązowa medalistka mistrzostw Europy (2019)
- Uczestniczka kwalifikacji do Eurobasketu (2019, 2021)

Młodzieżowe
- Brązowa medalistka mistrzostw Europy U–18 (2012)
- Uczestniczka mistrzostw:
  - świata U–19 (2013 – 11. miejsce)
  - Europy:
    - U–20 (2014 – 4. miejsce)
    - U–18 (2011 – 8. miejsce, 2012)
    - U–16 (2009 – 11. miejsce, 2010 – 4. miejsce)
- Zaliczona do I składu mistrzostw Europy U–18 (2012)[10]